# Přítelkyně z domu smutku
Přítelkyně z domu smutku (původně Mé přítelkyně v domě smutku) je reportážní prozaické dílo spisovatelky Evy Kantůrkové z prostředí ruzyňské věznice počátku 80. let 20. století. Dílo vychází z autorčiných osobních zkušeností – autorka byla v roce 1981 obviněna z trestného činu podvracení republiky a v ruzyňské vazební věznici strávila téměř rok.
Kniha byla poprvé vydána v Kolíně nad Rýnem v roce 1984, v roce 1990 byla posléze vydána i v Praze. Hned roku 1984 za ní Eva Kantůrková obdržela Cenu Toma Stopparda. Podle knihy byl také v roce 1992 natočen stejnojmenný čtyřdílný seriál České televize, v němž hlavní roli sehrála Ivana Chýlková. Její postava přímo nenese jméno autorky, je označována jako paní Marta.
Příběh vykresluje život ve vazební věznici a přibližuje osudy spoluvězenkyň – proč se do vězení dostaly, jaký trestný čin spáchaly, spáchaly-li vůbec nějaký, z jakého pocházejí prostředí apod. Jejich čistě kriminální delikty kontrastují s „trestnou činností“ hlavní postavy, jež se do vězení dostala pouze kvůli vydávání svých knih v zahraničí, ale o které si ostatní spoluvězenkyně myslí, že je proti nim „velký případ“. Každá kapitola knihy je pojmenovaná po konkrétní spoluvězeňkyni a jejímu příběhu se pak daná kapitola věnuje.
Kniha i seriál dopodrobna popisují pocity autorky, které ve vězení prožívala; v televizním seriálu je kladen větší důraz na popisování výslechů s vyšetřovatelem. Skrze popis jednotlivých postav a jejich osudů a chování po uvěznění je však detailně přiblížena realita života v reálném socialismu 70. a 80. let v ČSSR, včetně nerovného postavení žen ve společnosti a manipulace pravdy orgány činnými v trestním řízení.[zdroj?]